# El Gato con Botas (película de 1969)
El Gato con Botas (長靴をはいた猫 Nagagutsu o haita neko?) es una película de animación japonesa, producida en 1969 por Toei Animation Esta historia es una adaptación cómica del universal relato de Charles Perrault, de ahí el nombre del gato protagonista, Pero.

## Argumento
Pero es un gato con botas que ha sido condenado a muerte por ayudar a un ratón. En su huida del Clan de los Gatos, conoce a Pedro, un joven de buen corazón, al que sus egoístas hermanos obligan a irse de casa para quedarse con su herencia. Juntos parten en busca de aventuras. En su viaje se encuentran con la princesa Rosa. Por orden del rey la princesa debe casarse con el hombre más rico y valiente del mundo.
Pedro, con la ayuda de Pero, se presenta en la corte como el Marqués de Carabás con el fin de conseguir su mano,  pero Belcebú, que también la pretende, viéndose rechazado la rapta.
Pedro, Pero y un grupo de agradecidos ratones se lanzaran al rescate de la princesa.

## Ficha técnica
| Director             | Kimio Yabuki                                            |
| Producción           | Hiroshi Ōkawa                                           |
| Guion                | Hisashi Inoue Morihisa Yamamoto                         |
| Dirección artística  | Isamu Tsuchida Mataharu Urata                           |
| Animación            | Yasuji Mori(Director) Kobayashi Toshiaki Hayao Miyazaki |
| Diseño de personajes | Yasuo Ōtsuka                                            |
| Música               | Seiichiro Uno                                           |

## Comentarios
Kimio Yabuki, también reconocido por sus realizaciones El lago de los cisnes, El maravilloso mundo del pequeño Andersen y La tierra del arcoiris, logró con El Gato con Botas uno de los más extraordinarios éxitos de Toei Animation.
En esta película también participó otro nombre indispensable del anime: Hayao Miyazaki. El artífice del Estudio Ghibli y de obras maestras como El viaje de Chihiro, Mi vecino Totoro, El castillo ambulante o La princesa Mononoke fue responsable de la animación en las escenas de persecuciones del castillo de Belcebú. Miyazaki también fue el responsable de la adaptación manga de esta obra.

## Festivales y secuelas
Esta película fue presentada al Festival Internacional de Cine de Venecia (primer anime que participó fuera de concurso) y al Festival de Cine de Moscú.
El éxito de la película fue tal, que su personaje principal se convirtió en la imagen corporativa de la prestigiosa compañía de anime Toei Animation y se realizaron dos secuelas, Continuaban llamándole el Gato con Botas (ながぐつ三銃士, Nagagutsu Sanjūshi) en 1972 y La vuelta al mundo en 80 días por el Gato con Botas (長靴をはいた猫 80日間世界一周, Nagagutsu o Haita Neko: Hachijū Nichikan Sekai Isshū) en 1976.

## Títulos en distintos idiomas
- El Gato Con Botas (español)
- Puss in Boots (inglés)
- Le Chat botté (francés)
- Il Gatto Con Gli Stivali (italiano)
- Mästerkatten i Stövlar (sueco)
- Kот в Сапогах (ruso)
- El gat amb botes (valenciano)[1]